# Pedipes leoniae
Pedipes leoniae is een slakkensoort uit de familie van de Ellobiidae. De wetenschappelijke naam van de soort is voor het eerst geldig gepubliceerd in 1887 door Ancey.